# Rhinogobius carpenteri
Rhinogobius carpenteri är en fiskart som beskrevs av Seale, 1910. Rhinogobius carpenteri ingår i släktet Rhinogobius och familjen smörbultsfiskar. Inga underarter finns listade i Catalogue of Life.